# Udeladelsesprikker
Udeladelsesprikker (engelsk: ellipsis) er to eller normalt tre punktummer, .. eller …, som bruges i tegnsætning til at indikere noget bevidst udeladt, eksempelvis som del af citater. Udeladelsesprikker bruges også i matematisk notation til at angive manglende elementer i en liste eller et udtryk, såsom 1, 2, 3, … eller 1 + 2 + … + n. 
Udeladelsesprikkerne er opfundet af inderne.

## I uddrag
Udeladelsesprikker bruges, hvis der er tale om et uddrag fra et citat eller anden reference. Man kan for eksempel ud fra følgende tekst:
Tyskland, hvis økonomi for tiden blomstrer, er et spændende land.
– lave følgende uddrag ved brug af udeladelsesprikker:
Tyskland […] er et spændende land.
Hvor man fjerner den indskudte sætning, der ikke betyder noget for citatet i den kontekst, hvor man vil citere det. Man kan lige netop i denne sætning også tale om sproglig ellipsis.

## I matematisk notation
I matematisk notation bruges udeladelsesprikker til at indikere manglende elementer i en liste:
{\displaystyle 1+2+3+\cdots +n}
Her er det dog vigtigt, at det naturligt kan gennemskues, hvordan følgen forløber. Man kan for eksempel ikke skrive:
{\displaystyle 1+\cdots +n}
Da der jo er mange muligheder for at komme fra 1 til n.
Det kan også bruges til åbne lister – for eksempel mængden af nuller i cosinus-funktionen
{\displaystyle \left\{\pm {\frac {\pi }{2}},\pm {\frac {3\pi }{2}},\pm {\frac {5\pi }{2}},\cdots \right\}}
Det kan også bruges i en matrix som:
{\displaystyle {\begin{bmatrix}e_{0,0}&\cdots &e_{i,0}\\\vdots &\ddots &\vdots \\e_{0,j}&\cdots &e_{i,j}\end{bmatrix}}}

## I programmering
I nogle programmeringssprog bruges en variant af udeladelsesprikkerne med 2 punktummer til at indikere liste og intervaller – for eksempel i Ada eller Perl:
```
foreach (1..100)
```

Ovenstående instruktion vil i Perl iterere fra heltallene 1 til og med 100.
I andre programmeringssprog bruges udeladelsesprikker til at indikere, at flere variabler, der ikke er angivne, kan bruges til en funktion – for eksempel i C:
```
void func(const char* str, ...);
```

Ovenstående angiver, at funktionen func først tager et argument, der skal være en hukommelsesadresse og derefter kan tage et valgfrit antal argumenter af valgfrie typer. Således kan den kaldes som:
```
func("input-streng", 1);
func("input-streng", 1, true);
func("input-streng", "anden streng", 4, 3, 2, 0.1, "tredje streng");
```

Dog vil de ovennævnte programmeringssprog kræve, at der bruges tre almindelige punktummer – og ikke ét tegn med udeladelsesprikker.

## I digitale tekster
Udeladelsesprikker kan enten laves som tre på hinanden følgende punktummer uden mellemrum ( ... ) eller via de i Unicode dertil egnede tegn:
- Almindelige udeladelsesprikker, U+2026: …
- Lao-udeladelsesprikker, U+0EAF: ຯ
- Mongolske udeladelsesprikker, U+1801: ᠁

Til matematisk notation findes:
- Lodrette udeladelsesprikker, U+22EE: ⋮
- Midterstillede vandrette udeladelsesprikker, U+22EF: ⋯
- Nedefra-og-op diagonalle udeladelsesprikker, U+22F0: ⋰
- Oppefra-og-ned diagonalle udeladelsesprikker, U+22F1: ⋱

I TeX
I typografi-programmet TeX findes en række forskellige udeladelsesprikker – herunder illustreret:
- Udeladelsesprikker i bunden: \ldots: {\displaystyle \ldots }
- Udeladelsesprikker i midten: \cdots: {\displaystyle \cdots }
- Udeladelsesprikker i diagonalt: \ddots: {\displaystyle \ddots }
- Udeladelsesprikker lodret: \vdots: {\displaystyle \vdots }